# ژاله‌پوش‌ترک
ژاله‌پوش‌ترک (نام علمی: Droserapites)، یک جنس از گیاهان منقرض شده با میل ترکیبی تا حدی نامشخص ژاله‌پوش است. این یک آرایه است که فقط از گرده‌های فسیلی شناخته شده‌است.
دانه‌های گرده ژاله‌پوش‌ترک در چهاروجهی چهارتایی (گروه‌های چهارتایی) متحد می‌شوند. دانه‌های منفرد بی‌روزنه هستند. برون‌لایه با فرآیندهای کلاوات متراکم و روی هم قرار گرفته و باکولات مخلوط می‌شود، در حالی که سکسین مشبک است.[1]
گرده ژاله‌پوش‌ترک کشیده (D. clavatus) در ماسه‌سنگ پلیائو (Peliao) میوسن تایوان یافت شده‌است.[1] به‌طور کلی در ریخت‌شناسی با ژاله‌پوش زنده مطابقت دارد.[2] در توصیف رسمی خود از جنس، تزینگ‌چینگ‌هوآنگ (Tseng-Chieng Huang) پیشنهاد کرد که ژاله‌پوش‌ترک ممکن است به ژاله‌پوش‌ریزه و چهارتائیان مرتبط باشد.[1]
گرده چهارتایی ژاله‌پوش‌ترک کشیده چهاروجهی و ۳۴-۴۰ میکرومتر قطر دارند. دانه‌های منفرد زیرکروی هستند و ۱۸ تا ۲۵ میکرومتر عرض دارند. آنها یک هاگ تقریبا دایره‌ای دارند که به‌طور ناگهانی در قطب دیستال حاد است. برون‌لایه ۰/۵-۱ میکرومتر ضخامت دارد، با کلاوا یا باکولا به‌طول ۲-۳ میکرومتر.[1]